# Adiaratou Iglesias Forneiro
Adiaratou "Adi" Iglesias Forneiro, nata Camará (Bamako, 6 febbraio 1999), è un'atleta paralimpica spagnola.

## Biografia
Iglesias e la sua famiglia nel 2010 lasciarono il Mali principalmente a causa della superstizione del paese sull'albinismo, e si trasferirono a Logroño, in Spagna, dove vivevano suo fratello e sua cognata. A seguito di presunti abusi in casa, Adiaratou venne affidata ad una struttura dove rimase per 2 anni prima di essere adottata. Attualmente risiede a Lugo, in Spagna, con la sua famiglia adottiva.

## Carriera
Nel giugno 2019, durante il Gran Premio di atletica leggera a Grosseto, riuscì a battere il record nazionale spagnolo nella classe T12 dei 100 metri ottenendo 12,42 secondi (nonostante un fattore di vento contrario di -1,8); vinse anche i 200 metri con 25,78 secondi. Questi tempi gli hanno permesso la qualificazione per i Campionati del mondo di atletica leggera paralimpica 2019 svoltisi a Dubai, dove vinse la medaglia d'argento e stabilì un altro record per la Spagna nei 100 metri classe T12 con un tempo di 11,99.
A causa dell'albinismo, Iglesias ha il 10% della vista che aumenta a circa il 20% con dei speciali occhiali. Sebbene utilizzi punti di riferimento in pista, si avvale anche dell'assistenza di una guida durante le gare.
Alle Paralimpiadi estive del 2020 di Tokyo, Iglesias vinse una medaglia d'oro nei 100 metri femminile classe T13 e una medaglia d'argento nei 400 metri femminili classe T13.

## Palmarès
- Giochi Paralimpici

Paralimpiadi estive del 2020 di Tokyo: 
oro nei 100 metri femminile classe T13
argento nei 400 metri femminile classe T13
- Mondiali

Parigi 2023
argento nei 100 metri femminile classe T13
Dubai 2019
argento nei 100 metri femminile classe T12
argento nei 200 metri femminile classe T12
- Europei

Bydgoszcz 2021
oro nei 100 metri femminile classe T13